# Tegal Sari I
Tegal Sari I is een bestuurslaag in het regentschap Medan van de provincie Noord-Sumatra, Indonesië. Tegal Sari I telt 8629 inwoners (volkstelling 2010).